# Ромеро, Дорни
Дорни Александер Ромеро Чалас (исп. Dorny Alexander Romero Chalas; род. 24 января 1998, Санта-Круз-дель-Сейбо) — доминиканский футболист, нападающий боливийского клуба «Боливар» и национальной сборной Доминиканской Республики.

## Карьера
До 14 лет занимался бейсболом, однако затем стал играть в футбол в родном городе. В 2017 году дебютировал в Доминиканской футбольной лиге за клуб «Дельфинес дель Эсте» из Ла-Романы. В сентябре того же года перешёл в команду «Сибао Атлетико» — фарм-клуб «Сибао» из города Сантьяго-де-лос-Трейнта-Кабальерос. В составе «Сибао Атлетико» стал победителем второго доминиканского дивизиона, лучшим бомбардиром (9 мячей) и самым ценным игроком турнира. С 2018 года стал играть за «Сибао».
В сентябре 2020 года стал игроком мексиканского клуба «Венадос».
В 2021 году перебрался в Боливию, где сначала играл за «Реал Санта-Крус», а затем перешёл в «Олвейс Реди», в составе которого с 25 мячами стал лучшим бомбардиром чемпионата Боливии в сезоне 2023 года. Всего во всех турнирах за клуб в 2023 году сыграл в 46 матчах и забил 29 голов. За клуб и сборную в 2023 году забил 35 мячей — второй результат среди игроков стран КОНКАКАФ после мексиканца Сантьяго Хименеса.
В марте 2024 года перебрался в Казахстан, где подписал трёхлетний контракт с «Актобе».
За национальную сборную Доминиканской Республики дебютировал 5 февраля 2019 года в товарищеском матче против Гваделупы (1:0).

## Достижения
«Актобе»
- Бронзовый призёр Чемпионата Казахстана: 2024
- Обладатель кубка Казахстана: 2024